# Chuột chù nhà
Chuột chù nhà, tên khoa học Suncus murinus, là một loài động vật có vú trong họ Chuột chù, bộ Soricomorpha. Loài này được Linnaeus mô tả năm 1766.. Đây là một loài chuột chù phổ biến. Loài này chủ yếu được tìm thấy tại Nam Á và Đông Nam Á nhưng đã được tìm thấy rộng rãi trên toàn châu Á và phía đông châu Phi.
Đây là loài con chuột chù lớn với mùi xạ hương mạnh mẽ. Nó có liên quan đến Suncus etruscus.
Loài này được gọi là chuchunder ở Ấn Độ và được đề cập trong Jungle Book của Rudyard Kipling, như một cư dân sống về đêm của ngôi nhà ở Ấn Độ, có tên là chuchundra. Tuy nhiên, Kipling sử dụng sai lầm của tên 'xạ hương con chuột đã dẫn đến sự nhầm lẫn với không liên quan đến Ondatra zibethicus, và các loài sau, không tìm thấy ở Ấn Độ, đã được minh họa (sai lầm) trong Jungle Book.

## Hình ảnh

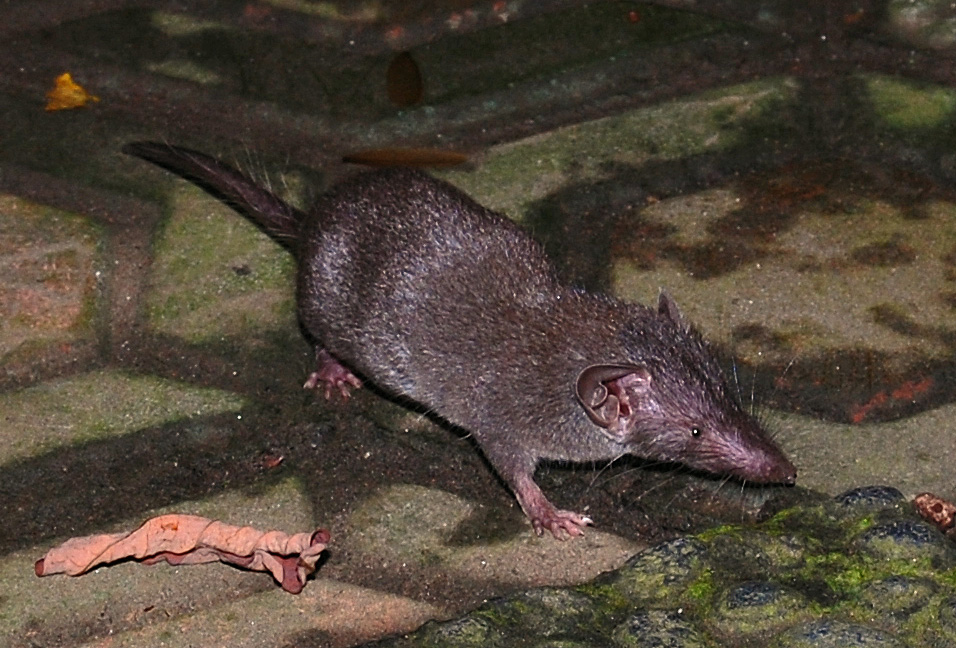
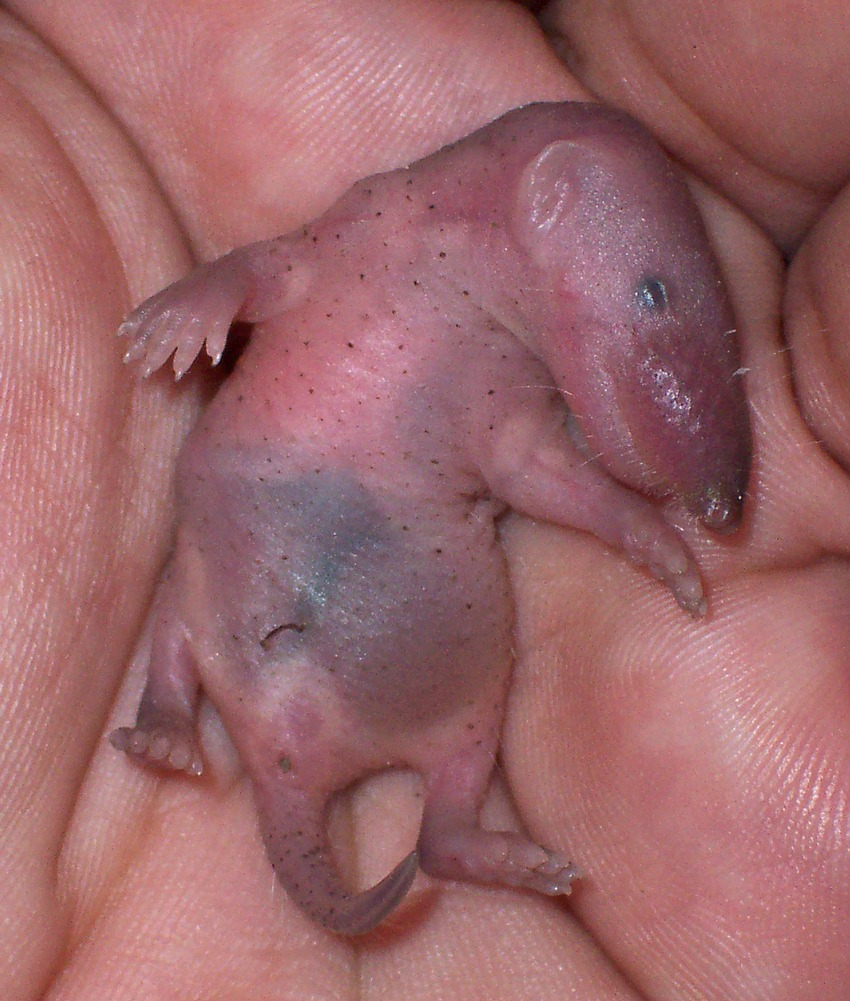
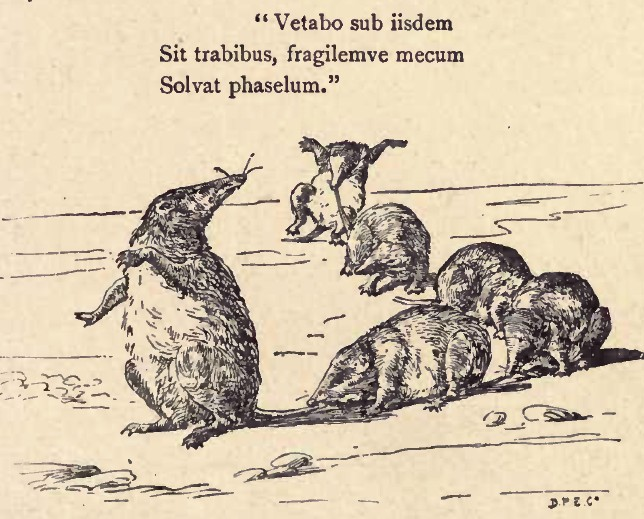
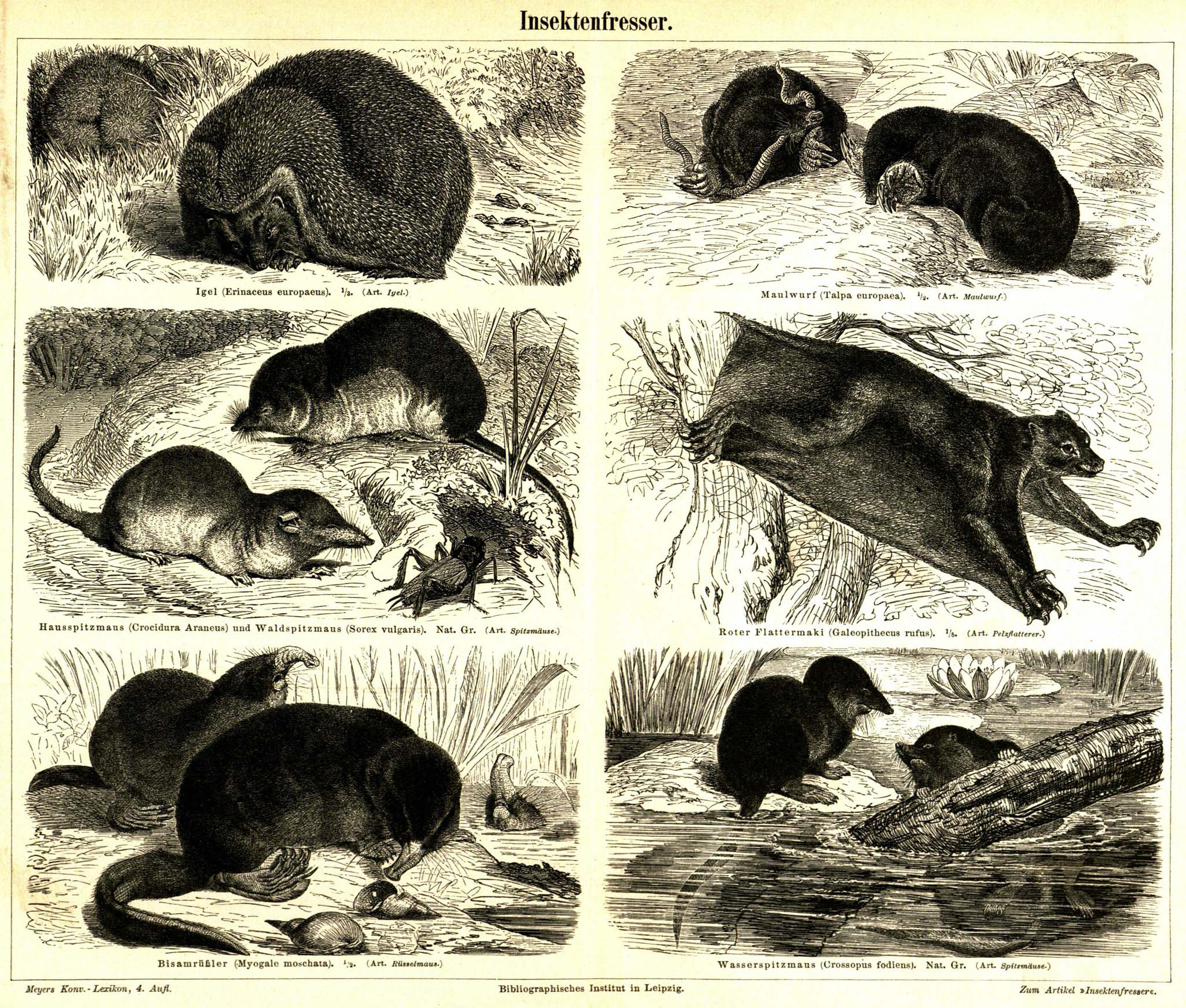